# 北海道大学の人物一覧
北海道大学の人物一覧（ほっかいどうだいがくのじんぶついちらん）は、北海道大学に関係する人物の一覧記事。

## 教員

### 現職教員
- 飯田順一郎 - 歯学者
- 岩下明裕 - ロシア外交
- 池田清治 - 法学者
- 押野武志-日本近代文学
- 小名木明宏 - 法学者
- 小野薫 - 数学者
- 小野哲雄 - 情報工学者
- 加藤博文 - アイヌ研究
- 亀野淳 - 教育学
- 帰山雅秀 - 水産学者
- 北原次郎太 - アイヌ史
- 小林快次 - 古生物学者
- 佐々木利和 - 文化人類学者
- 竹内康浩 -  米文学
- 玉腰暁子 - 公衆衛生学
- 千葉恵　-　西洋哲学
- 中村三春 - 日本近代文学
- 西浦博 - 医学者
- 西村孝司 - 免疫学者・元教授
- 樋渡雅人 - 開発経済学者・ウズベキスタン地域研究
- 宮内泰介 - 社会学者
- 宮下和夫 - 水産学者
- 宮脇淳 - 行政学者、財政学者
- 山本強 - 情報工学
- 吉田邦彦 - 法学者
- 久保田肇 - 経済学者
- 西部忠 - 経済学者
- 橋本努 - 経済学者

なお、定年退任は63歳となっている。

## 出身者

### 政治

#### 現職国会議員
- 逢坂誠二 - 立憲民主党衆議院議員、元ニセコ町長。薬学部卒
- 辻英之 - 立憲民主党衆議院議員、元青森大学教授。教育学部卒
- 長谷川岳 - 自由民主党参議院議員、元総務副大臣、YOSAKOIソーラン祭り創設者。経済学部卒
- 舟山康江 - 国民民主党参議院議員。農学部卒
- 西園勝秀 - 公明党衆議院議員。
- 横山信一 - 公明党参議院議員、復興副大臣。水産学部卒
- 岡田華子 - 立憲民主党衆議院議員
- 阿部圭史 - 日本維新の会衆議院議員

#### 元職国会議員
- 阿部文男 - 元北海道開発庁長官・沖縄開発庁長官
- 石原健太郎 - 農学部研修生、新自由クラブ・自由民主党・自由党、衆議院議員・参議院議員
- 石井郁子 - 元衆議院議員、日本共産党副委員長
- 稲村稔夫 - 元参議院議員、元三条市長
- 岩本政光 - 元自由民主党参議院議員
- 加賀操 - 元参議院議員、元北海道薬農工業会社社長
- 勝沼栄明 - 元自由民主党衆議院議員
- 加藤修一 - 元公明党参議院議員、党副幹事長、元環境副大臣
- 北村暢 - 元日本社会党参議院議員
- 北村義和 - 元自由民主党衆議院議員
- 斉藤節 - 元衆議院議員、化学者、創価大学名誉教授
- 佐田玄一郎 - 前自由民主党衆議院議員、元内閣府特命担当大臣（規制改革）、国･地方行政改革担当、公務員制度改革担当、道州制担当、地域活性化担当
- 佐藤惣之助 - 元貴族院議員
- 志村哲良 - 元参議院議員
- 東海林稔 - 元日本社会党衆議院議員
- 主濱了 - 元生活の党参議院議員、元総務大臣政務官、国民の生活が第一代表
- 千石興太郎 - 元農商大臣、元農林大臣、元貴族院議員（札幌農学校卒）
- 高桑栄松 - 元公明党参議院議員、元北大医学部長
- 田中秀征 - 元経済企画庁長官、新党さきがけ代表代行。東大文学部卒、北大法学部卒
- 津川祥吾 - 前民主党衆議院議員
- 葉梨信行 - 元自治大臣兼国家公安委員長（第3次中曽根内閣）
- 前田一男 - 元自由民主党衆議院議員、元北海道松前町長
- 町村敬貴 - 元貴族院勅撰議員、元参議院議員、町村農場創業者
- 松浦栄 - 元衆議院議員、元北海学園大学名誉教授、元北海道庁警視課長・元長野県内務部長など
- 松澤靖介 - 元参議院議員、元山形県教育委員会委員長
- 箕輪登 - 元衆議院議員、郵政大臣
- 村上清治 - 元衆議院議員、元上郷村長
- 吉川貴盛 - 自由民主党衆議院議員、元農林水産大臣
- 鰐淵俊之 - 元自由党衆議院議員、元釧路市長
- 池田真紀 - 立憲民主党元衆議院議員、フリーソーシャルワーカー
- 鉢呂吉雄 - 立憲民主党元参議院議員、元衆議院議員、民主党元国会対策委員長、元経済産業大臣、農学部卒
- 本多平直 - 立憲民主党元衆議院議員、元内閣総理大臣補佐官

#### 首長・地方議会議員
- 秋元克広 - 札幌市長
- 芦部啓太郎 - 元駒ヶ根市長、元赤穂信用組合理事長、元全国信用金庫協会副会長
- 安藤哲郎 - 元網走市長、元自治庁官僚
- 石橋寛久 - 元愛媛県宇和島市長
- 板谷実 - 元苫小牧市長、北海道議会議員、元衆議院議員
- 上野晃 - 元登別市長、元道庁胆振支庁長
- 浮谷竹次郎 - 元市川市長、元北総鉄道支配人
- 小原豊明 - 元二戸市長、元環境庁課長
- 桂信雄 - 元北海道21世紀総合研究所（旧・たくぎん総合研究所）社長、元札幌市長、元市助役
- 倉成淳 - 奥州市長、元カルピス執行役員
- 越直美 - 第23代大津市長（当選時、女性市長として史上最年少）
- 小山邦武 - 元飯山市長、農学者
- 小山健一 - 元北見市長
- 工藤広 - 稚内市長
- 倉嶋清次 - 笛吹市長、元農林水産省情報化対策室長
- 斉藤英二 - 元石狩市長
- 坂川優 - 元福井市長、元福井県議会議員
- 桜井道夫 - 元美唄市長、元美唄市企画財政部長
- 志々田浩太郎 - 元武蔵村山市長、元郵政省官僚
- 志村和雄 - 元小樽市長、元同市助役
- 高秀秀信 - 元横浜市長、元水資源開発公団総裁、元建設事務次官
- 高岡直吉 - 元鹿児島県知事、元島根県知事、元宮崎県知事、初代札幌市長
- 寺島光一郎 - 元北海道乙部町長、元北海道町村会長
- 堂垣内尚弘 - 元北海道知事、北海学園大学元教授
- 西川将人 - 元旭川市長、元日本航空国際線パイロット
- 能勢邦之 - 元岩見沢市長、元自治省課長・広島県庁部長ほか
- 橋本作市 - 元留萌市長、元留萌市議会副議長
- 林芳男 - 元滝川市長、元道庁日高支庁長
- 藤原弘 - 元根室市長、元根室支庁長
- 渕上綾子 - 北海道議会議員、トランスジェンダー
- 吉谷一次 - 元函館市長、元函館市水道部長
- 堀達也 - 元北海道知事・元副知事、札幌大学元理事長
- 松野哲 - 岩見沢市長
- 山本進 - 東神楽町長
- 吉田万三 - 元東京都足立区長　歯学部卒
- 米沢則寿 - 北海道帯広市長

### 行政・官僚
- 我孫子健一 - 元北海道副知事、元北海道空港社長、元北海道国際航空会長、元北海道経済連合会副会長
- 網島毅 - 元電波監理委員会委員長、元住友スリーエム社長
- 有末四郎 - 元厚生省北海道医務局長、元北海道栄養短期大学学長
- 五十嵐紀男 - 元横浜地方検察庁検事正、元最高検察庁検事、元東京地方検察庁特別捜査部長
- 五十嵐三津雄 - 元郵政事務次官、元KDDI代表取締役会長、元簡易保険福祉事業団理事長
- 和泉晶裕 - 元国土交通省北海道局長、元国土交通省北海道開発局長
- 伊藤正秀 - 元国土交通省国土技術政策総合研究所長、土木研究センター理事長
- 糸田省吾 - 元公正取引委員会委員、元公正取引委員会事務総長、元全国公正取引協議会連合会会長代行
- 井上興治 - 元運輸省技術総括審議官、元港湾技術研究所長、元みらい建設工業社長
- 井山嗣夫 - 元海上保安庁長官、元国際観光振興会会長、元日本自動車ターミナル社長
- 岩﨑泰彦 - 元国土交通省国土技術政策総合研究所長、元国土交通省九州地方整備局長、元福岡県県土整備部長
- 梅澤邦臣 - 元科学技術事務次官、元原子力安全技術センター理事長、元海洋科学技術センター理事長
- 大澤弘之 - 元科学技術事務次官、元宇宙開発事業団理事長
- 岡井正男 - 元水産庁長官、元極洋捕鯨副社長
- 岡部和憲 - 元国土交通省北海道局長、元国土交通省大臣官房審議官
- 小川譲二 - 北海道開発庁北海道開発局二代局長・初代建設部長、国道12号に架かる江別大橋等に関わる
- 小野薫 - 元北海道開発事務次官、元日本工営副社長、元経済調査会理事長
- 小関正彦 - 元国土交通省都市局長、元近畿地方整備局副局長、日本ビルヂング経営センター理事長
- 小野寺誠一 - 元国土交通省大臣官房参事官、元茨城県土木部長、元土木研究所主任研究員
- 柿崎恒美 - 国土交通省北海道局長、同北海道開発局長[1]
- 勝野頼彦 - 元文部科学省科学技術・学術総括官、筑波大学理事・副学長、元国立教育政策研究所次長
- 加藤昭 - 元北海道開発事務次官、元ダム水源地環境整備センター理事長
- 加藤恒太郎 - 元国土交通省中部地方整備局副局長、元豊田市副市長
- 亀田和明 - 駐ウガンダ大使、元外務省研修所総括指導官、元外務省総合外交政策局外交政策調整官
- 栢原英郎 - 元運輸省技術総括審議官、元運輸省港湾局長、元土木学会会長
- 川上伸昭 - 元文部科学省科学技術・学術政策局長、公立大学法人宮城大学理事長兼学長
- 川北和徳 - 元東京都水道局長、元東京水道サービス社長
- 菊池幸雄 - 元気象庁長官
- 木村貢 - 内閣総理大臣秘書官
- 清塚雅彦 - 元横浜市水道局水道技術管理者、水道技術研究センター常務理事
- 久保赳 - 元建設省下水道部長、元日本下水道事業団理事長、元日本下水道協会理事長
- 熊谷勝弘 - 元北海道開発庁北海道開発局長、元伊藤組土建副社長
- 小池幸男 - 元国土交通省国土交通大学校副校長、元千葉県県土整備部長、元徳島県県土整備部長
- 小口正範 - 日本原子力研究開発機構理事長、元三菱重工業副社長・CFO、日本CFO協会理事長
- 後藤和正 - 元茨城県土木部長、ひたちなか商工会議所副会頭、日本港湾協会鮫島賞
- 小峰良介 - 元東京都技監、元東京都建設局長、元日本自動車ターミナル社長
- 今日出人 - 元国土交通省北海道開発局長、、ドーコン社長、元北海道大学特任教授
- 匂坂克久 - 元文部科学省国際交流官、国立科学博物館理事・副館長、国立科学博物館附属自然教育園長
- 佐々木昭博 - 元農林水産省農林水産技術会議事務局長、元農業・食品産業技術総合研究機構副理事長、元福島県農業総合センター所長
- 佐藤克英 - 国土交通省東北地方整備局長、元国土交通省水資源部長、元八代市副市長
- 澤田和宏 - 元国土交通省北海道局長、元復興庁宮城復興局長、元内閣官房内閣審議官
- 品川守 - 元国土交通省北海道局長、元国土交通省北海道開発局建設部長
- 霜鳥秋則 - 元文化庁文化部長、公立大学法人秋田公立美術大学理事長兼学長
- 下平尾蔀 - 元北海道開発局帯広開発建設部長、北村賞
- 進藤崇 - 元内閣府参事官、元茨城県土木部長、近代設計技師長
- 新保幸一 - 元文部科学省技術参事官、元東京工業高等専門学校長、元国立教育政策研究所文教施設研究センター長
- 鈴木英一 - 元国土交通省北海道開発局長、元北海道大学特任教授、伊藤組土建副社長
- 清治真人 - 元技監、元国土交通省河川局長、元建設物価調査会理事長、元東京建設コンサルタント会長
- 関博之 - 国土交通省北海道局長、元国土交通省大臣官房審議官、岩田地崎建設副社長
- 前佛和秀 - 環境省環境再生・資源循環局長[2]
- 高松泰 - 元国土交通省北海道局長、元北海道大学特任教授
- 田邊勝正 - 元農林省農政局農地部長、拓殖大学名誉教授、拓殖大学北海道短期大学初代学長
- 谷明人 - 元経済産業省大臣官房技術総括審議官、お茶の水女子大学理事
- 田村秀夫 - 元国土交通省北海道局長、元国土交通省大臣官房審議官
- 蒲生猛 - 元国土交通省大阪航空局長、北海道エアポート社長、北海道観光振興機構副会長
- 高井修 - 元北海道副知事、伊藤組会長、北海道経済連合会副会長
- 髙橋季承 - 国土交通省北海道局長、元国土交通省大臣官房審議官
- 橘俊光 - 元国営明石海峡公園管理センター長、北村賞
- 丹野美絵子 - 内閣府個人情報保護委員会委員長、元全国消費生活相談員協会理事長
- 土屋定之 - 第9代文部科学事務次官、第22代ペルー共和国駐箚特命全権大使　環境科学研究科修士課程修了
- 寺田一壽男 - 元北海道副知事、学校法人東日本学園元理事長
- 土居健太郎 - 環境省水・大気環境局長、環境省環境再生・資源循環局長[3]
- 富樫凱一 - 元建設技監、元建設省道路局長、元日本道路公団総裁、元土木学会会長、文化功労者
- 戸部智弘 - 元北海道開発事務次官、元北海道建設業信用保証社長
- 中島武 - 元建設省関東地方建設局長、元地崎工業社長
- 中村吉利 - 防衛省地方協力局長、元外務省軍縮不拡散・科学部大使
- 新山惇 - 元北海道開発事務次官、元北海道建設業信用保証社長
- 西條正明 - 文部科学省大臣官房長、科学技術・学術政策局長
- 野田順康 - 元国際連合人間居住計画アジア太平洋地域本部長
- 橋本幸 - 国土交通省北海道局長、コンカリーニョ副理事長
- 長谷成人 - 元水産庁長官、海洋水産技術協議会議長
- 橋場克司 - 元国土交通省北陸地方整備局長、元大日本コンサルタント副社長
- 伴次雄 - 元林野庁長官、元緑資源機構理事長、元全国森林レクリエーション協会理事長
- 東園基文 - 元神社本庁統理、元宮内庁掌典長
- 平工剛郎 - 元北海道開発庁計画監理官、元北海道道路サービス社長
- 平野浩一 - 元神奈川県県土整備局長、元神奈川県技監、神奈川県公園協会理事長
- 平野道夫 - 元国土交通省北海道開発局長、元ドーコン社長
- 藤山秀章 - 元国土交通省北陸地方整備局長、元国土交通省水資源部長、福田組副社長
- 粗信仁 - 駐スリランカ大使
- ソールット・スックターウォン - 在福岡タイ王国総領事
- 宮坂亘 - 元農林水産省関東農政局長、農畜産業振興機構理事長、元日本政策金融公庫代表取締役
- 別所智博 - 農林水産省技術総括審議官、元農林水産政策研究所長
- 堀井啓一 - 秋田県副知事、元秋田県総務企画部長
- 本田幸一 - 元国土交通省北海道開発局長、宮坂建設工業副社長
- 本多満 - 元国土交通省北海道開発局長、元北海道開発技術センター理事長
- 柵木環 - 元山梨県副知事、元農林水産省福島復旧復興対策調整官
- 町田隆敏 - 札幌市副市長、元札幌市教育委員会教育長、札幌ドーム副社長
- 松谷有希雄 - 元厚生労働省医政局長、元国立保健医療科学院長、国際医療福祉大学副学長
- 水島徹治 - 国土交通省北海道局長、元国土交通省北海道開発局長
- 水本良則 - 元建設省東北地方建設局道路部長、元矢巾町副町長、ふるさと矢巾会副会長
- 三次啓都 - 国際連合食糧農業機関事務局長補兼林業局長、元国際協力機構農村開発部長
- 松村明仁 - 元厚生省保健医療局長
- 村尾公一 - 元東京都技監、元東京都建設局長
- 茂木正 - 経済産業省大臣官房政策立案総括審議官、経済産業省商務情報政策局商務・サービスグループ長、資源エネルギー庁省エネルギー・新エネルギー部長[4]
- 本山智啓 - 元東京都水道局浄水部長、元日本ダクタイル鉄管協会理事長
- 矢島敬雅 - 元中小企業庁経営支援部長、日本鉱業協会副会長
- 山田昭雄 - 元公正取引委員会委員、元公正取引委員会事務総長、公正取引協会会長
- 山本教夫 - 元国営沖縄記念公園調整官、北村賞
- 山本邦彦 - 元北海道副知事、元北海道空港社長、元北海道経済連合会副会長
- 山本武 - 元北海道教育委員会教育庁教育長、元学校法人札幌学院大学理事長
- 山本隆幸 - 元国土交通省北海道局長、岩田地崎建設会長、北海道経済連合会副会長
- 吉崎収 - 元環境省放射性物質汚染対処技術統括官、元日本橋梁建設協会副会長、雪センター理事長
- 吉田永 - 元東京都水道局長、日本水道協会理事長
- 吉田英都 - 元財務省北海道財務局長、京都北都信用金庫理事長
- 吉田義一 - 元国土交通省北海道局長、元国土交通省北海道開発局長
- 和田篤也 - 環境事務次官、元環境省総合環境政策統括官
- 渡辺学 - 元国土交通省近畿地方整備局長、元国土交通省大臣官房審議官、元茨城県土木部長

### 経済
- 青木信之 - 元大都魚類社長
- 池田拓史 - 新潟アルビレックス・ベースボール・クラブ社長
- 伊佐功 - 元日本カーリット社長、元日本保安炎筒工業会会長、電気化学協会棚橋賞
- 石黒成直 - TDK社長、理学部中退
- 石原廣司 - 元古河電気工業社長兼CEO兼COO、元日本電線工業会会長、前島密賞
- 石丸昌宏 - 京阪ホールディングス社長
- 石山喬 - 元日本軽金属ホールディングス社長、元日本アルミニウム協会会長
- 泉誠二 - 元北海道電力社長、元北海道経済連合会会長
- 板垣好紀 - 太平洋興発社長
- 猪又將哲 - ファイバーゲート創業者・社長
- 宇野正紘 - 元ニッカウヰスキー社長
- 大内全 - 元北海道電気保安協会理事長、元北海道電力副社長、元北海道経済連合会会長
- 大田弘 - 元熊谷組社長、元日本土木工業協会副会長、元日本建設機械施工協会副会長
- 大西匡 - 元豊田工機会長兼社長、元日本工作機械工業会会長
- 大見英明 - 生活協同組合コープさっぽろ理事長
- 小笠原剛 - アストモスエネルギー社長、日本LPガス団体協議会会長
- 小方功 - ラクーンホールディングス創業者・社長　工学部卒
- 小野木聖二 - 元アズビル社長、元日本電気制御機器工業会会長、元日本電気計測器工業会会長
- 小野武彦 - 元清水建設副社長、元土木学会会長
- 柿沼博彦 - 元北海道旅客鉄道会長、道都大学客員教授
- 加藤光久 - 元豊田中央研究所会長、元トヨタ自動車副社長、元自動車技術会会長
- 菊繁一郎 - 元テバ製薬社長兼CEO、元大正薬品工業社長
- 岸本純幸 - 元JFEエンジニアリング社長兼CEO
- 木股昌俊 - クボタ社長　工学部卒
- 小坂達朗 - 元中外製薬会長兼CEO、日本経団連審議員会副議長、元日本製薬工業協会副会長、日本オープンイノベーション大賞文部科学大臣賞
- 児島仁 - 元NTT社長
- 小松研一 - 元東芝メディカルシステムズ社長、元日本医療機器産業連合会副会長、元日本画像医療システム工業会会長
- 駒橋憲一 - 東洋経済新報社社長、元会社四季報編集長
- 近藤龍夫 - 元北海道電力社長、元北海道経済連合会会長、北海道大学ほっかいどう同窓会会長
- 坂本眞一 - 元北海道旅客鉄道会長、元北海道経済連合会副会長、元北海道経済同友会代表幹事　工学部卒
- 佐々木紫郎 - 元トヨタ自動車副社長、元豊田中央研究所代表取締役、元自動車技術会会長
- 佐々木眞一 - 元首都高速道路会長、元名古屋グランパスエイト社長、元トヨタ自動車副社長
- 佐々木康志 - 元NTTデータ経営研究所社長
- 笹原晶博 - 北海道銀行頭取、ほくほくフィナンシャルグループ副社長、北海道経済連合会副会長
- 佐藤敏彦 - シチズン時計社長
- 佐藤貢 - 元雪印乳業社長、元酪農学園大学学長、元酪農学園大学短期大学部学長、元学校法人酪農学園理事長
- 沢邦彦 - 元富士電機ホールディングス社長、元電気学会会長
- 蛇川忠暉 - 元日野自動車社長、元トヨタ自動車副社長、元日本科学技術連盟理事長、デミング賞
- 白井芳夫 - 元日野自動車社長、元豊田通商副会長、藍綬褒章
- 進藤清貴 - 元王子ホールディングス社長、元日本製紙連合会会長
- 杉江和男 - 元DIC社長、元日本化学工業協会副会長、元合成樹脂工業協会会長、元化成品工業協会会長
- 杉本直栄 - 元ジャックス社長、日本クレジット協会会長
- 鈴木朋子 - 日立製作所技師長、日本学術会議会員
- 數土文夫 - 元東京電力ホールディングス会長、元JFEホールディングス社長、元NHK経営委員長
- 角一幸 - 元TKC社長
- 瀬川章 - 藤田観光社長、名誉唎酒師酒匠
- 宋文洲 - ソフトブレーン創業者
- 園田保男 - 元東洋エンジニアリング社長、元エンジニアリング振興協会理事長
- 関四郎 - 元明電舎社長、国鉄常務理事、「芝山倉平」の筆名で探偵小説も執筆
- 相馬愛蔵 - 中村屋創業者
- 竹鶴威 - 元ニッカウヰスキー社長
- 立川直臣 - 元東京特殊電線社長、元古河電気工業取締役CSO、富士電機取締役
- 多藤省徳 - 元極洋副社長、「捕鯨の大家」
- 津田紘 - 元スズキ社長
- 長澤太郎 - 元森永乳業専務、元日本製乳社長、元岐阜大学名誉教授
- 長沼昭夫 - きのとや創業者・元社長、北海道菓子協会理事長、スイーツ王国さっぽろ推進協議会会長
- 長沼修 - 元北海道放送社長、元札幌ドーム社長
- 中野友雄 - 元北海道電力社長、元北海道経済連合会会長
- 永松昌一 - 野村不動産ホールディングス会長、元野村ホールディングス副社長
- 中村恒星 - SpinLife創業者・代表取締役
- 中村雅知 - 元日本製紙グループ本社社長
- 中本伸一 - 元ハドソン副社長、ボンバーマンシリーズ開発者
- 中山悠 - 元明治乳業社長、元日本乳業協会会長
- 成田一夫 - 元マツモトキヨシ社長
- 橋本修 - 三井化学社長
- 服部裕之 - ビー・ユー・ジー創業者・元社長
- 伴素彦 - 元日本製粉会長、全日本スキー連盟第6代会長、1928年サンモリッツオリンピックスキージャンプ日本代表
- 樋口達夫 - 大塚ホールディングス社長兼CEO、元大塚製薬社長兼CEO、日本製薬団体連合会副会長
- 日野洋一 - 鉄人化計画創業者・元社長、東京ニューシティ管弦楽団理事長
- 平居正仁 - 元旭化成ホームズ社長、元旭化成副社長
- 古谷周三 - JA三井リース社長、元農林中金総合研究所社長、リース事業協会会長
- 細見典男 - 元日本水産社長、元日本冷蔵倉庫協会会長、大日本水産会副会長
- 堀田昌郎 - 元中部日本放送社長
- 増子次郎 - 東北電力会長、東北経済連合会会長
- 松沢幸一 - 元キリンビール社長、明治屋社長、日本洋酒輸入協会理事長
- 松谷克 - 元日本紙パルプ商事社長、元日本洋紙代理店会連合会会長
- 松田昌士 - 元JR東日本社長、元日本野球連盟会長、元北海道大学連合同窓会会長、柔道部出身
- 真弓明彦 - 北海道電力社長、北海道経済連合会会長、電気事業連合会副会長
- 水野惣平 - 元アラビア石油社長・会長　理学部卒
- 御手洗毅 - キヤノン中興の祖、産婦人科医
- 村田利文 - ソフトフロントホールディングス創業者、エンジェル投資家
- 森岡賢 - 元東武トラベル社長
- 森岡仙太 - 元トヨタホーム社長、愛知県副知事、元トヨタ自動車常務
- 矢島勉 - 元JFE商事社長、元JFEスチール副社長
- 山川広行 - 札幌ドーム社長、元北海道銀行副頭取
- 山口貢 - 神戸製鋼所社長、日本鉄鋼連盟副会長　法学部卒
- 山崎周二 - 全国農業協同組合連合会理事長
- 山崎幹雄 - 元釧路短期大学学長、元葵建設社長
- 山下太郎 - 実業家、アラビア石油創設者
- 横田浩 - トクヤマ社長、元塩ビ工業・環境協会会長、元日本ソーダ工業会会長
- 横山清 - アークス社長、元ラルズ社長、初代新日本スーパーマーケット協会会長、元全国スーパーマーケット協会理事長
- 吉井伸一郎 - サイジニア創業者・CEO、元北海道大助教授
- 若生英雅 - ビー・ユー・ジー創業者・元社長
- 綿貫泰之 - JR北海道社長

### 医師
- 五十嵐良雄 - 精神科医、メディカルケア虎ノ門病院長
- 内田舞 - 小児精神科医、ハーバード大学助教、マサチューセッツ総合病院小児うつ病センター長
- 上山博康 - 脳神経外科医
- 小野村健太郎 - 医療法人おのむら医院理事長、同院長
- 久保田宏 - 初代名寄市立大学学長
- 佐古和廣 - 第3代名寄市立大学学長、名寄市立総合病院院長[5]
- 道下俊一 - 濱中町立診療所名誉所長
- 宮崎亮 - 王滝村国民健康保険直営王滝診療所所長、武見賞受賞者
- 村中璃子 - 世界保健機関医療社会学者、ジャーナリスト、ジョン・マドックス賞受賞者

### 学者

#### 法学・政治学
- 相内眞子 - 政治学、ジェンダー論者、元北翔大学学長
- 青竹正一 - 商法、小樽商科大学名誉教授
- 秋野豊 - 政治学、外交官、元筑波大助教授。柔道部出身。国連タジキスタン監視団に参加し殉職
- 浅見公子 - 家族法、成城大学名誉教授
- 秋山義昭 - 行政法、元小樽商科大学学長
- 荒木俊夫 - 政治学、元北海道大学教授
- 伊藤知義 - 東欧民法の研究者、中央大学法科大学院教授
- 石川武 - 北海道大学名誉教授
- 石田満 - 保険法の第一人者、上智大学名誉教授
- 池田粂男（院のみ） - 民事訴訟法学者、元北海学園大学名誉教授
- 池田清治 - 民法、北海道大学教授、元法務省司法試験考査委員
- 池田雅則 - 民法、名古屋大学教授
- 板橋拓己 - 政治学、東京大学教授
- 稲正樹 - 憲法、国際基督教大学教授、元憲法理論研究会運営委員長
- 指宿信 - 刑事訴訟法、成城大学教授、元立命館大学教授
- 内田文昭 - 刑法、元北海道大学教授、元上智大学教授、元神奈川大学学長、日本刑法学会賞
- 遠藤乾 - 政治学、東京大学教授、元パリ政治学院客員教授、読売・吉野作造賞
- 大西有二 - 行政法、北海学園大学教授
- 岡田信弘 - 憲法、北海道大学名誉教授、元法務省司法試験考査委員
- 岡孝 - 民法、学習院大学教授、元法務省司法試験考査委員
- 小野善康 - 公法、岩手大学名誉教授
- 加藤智章 - 社会保障法、北海道大学名誉教授、元日本社会保障法代表理事
- 加藤信行 - 国際法、北海学園大学教授
- 川嶋周一 - 政治学、明治大学教授、渋沢・クローデル賞
- 神田孝夫 - 民法、小樽商科大学名誉教授
- 菊池馨実 - 社会保障法、早稲田大学教授
- 木下和朗 - 憲法、岡山大学教授
- 來生新 - 経済法、放送大学副学長、横浜国立大学名誉教授・元同副学長
- 権左武志 - 政治学、北海道大学教授、和辻哲郎文化賞
- 千葉卓 - 教育法、北海学園大学名誉教授
- 倉田聡 - 社会保障法、元北海道大学教授
- 熊本信夫 - 行政法、元北海学園大学学長
- 小宮文人 - 判例の解雇事例判決に影響を与えた研究者、専修大学元教授
- 坂口一成 - 中国法、大阪大学教授、アジア法学会賞研究奨励賞
- 笹川紀勝 - 憲法、国際基督教大学名誉教授、元憲法理論研究会運営委員長
- 佐々木雅寿 - 憲法、北海道大学教授
- 齊藤正彰 - 憲法、北海道大学教授
- 櫻田淳 - 政治学、東洋学園大学教授
- 篠田優 - 法学、北星学園大学教授
- 品川孝次 - 民法、元上智大学教授
- 下井康史 - 行政法、元千葉大学副学長、総務省行政不服審査会委員、法務省司法試験考査委員
- 荘子邦雄 - 刑法、北海道大学で論文博士を取得
- 菅原勝伴 - 民法、北海学園大学名誉教授
- 清水昭典 - 北海道の政治史の研究者。北海道各地の市町村史の編纂
- 白取祐司 - 刑事訴訟法学者、神奈川大学教授
- 鈴木賢 - 中国法、北海道大学名誉教授、明治大学教授
- 住吉雅美 - 法哲学、青山学院大学教授
- 十亀昭雄 - 政治学、元北海道教育大学名誉教授
- 常本照樹 - 憲法、北海道大学名誉教授、札幌大学教授
- 道幸哲也 - 労働法、元放送大学教授、北海道大学名誉教授
- 中村睦男 - 憲法学、元北海道大学総長
- 中村敏子 (政治学者)
- 新山一範 - 商法、北海学園大学名誉教授
- 能勢弘之 - 刑事訴訟法、田宮裕の一番弟子
- 畠山武道 - 行政法、環境法、租税法学者、北海道大学名誉教授
- 花松泰倫 - 政治学、九州国際大学教授
- 林竧（ハヤシタツミと読む） - 商法学者、北海道大学名誉教授
- 半田正夫 - 法学者、元青山学院理事長
- 稗貫俊文 - 経済法・知的財産法学者、北海道大学名誉教授、北海学園大学教授
- 福士明 - 環境法・地方自治法学者、北海学園大学教授
- 藤岡康宏 - 民法学者、早稲田大学名誉教授
- 藤原正則 - 民法学者
- 町村泰貴 - 民事訴訟法、成城大学教授
- 松久三四彦 - 民法、北海学園大学教授
- 見澤俊明 - 労働法、元札幌学院大学学長
- 水野謙 - 民法、学習院大学教授、元法務省司法試験考査委員
- 宮澤節生 - 法社会、カリフォルニア大学ヘイスティングス・ロー・スクール教授、元アジア法社会学会会長、アメリカ法社会学会国際学術賞
- 向田直範 - 経済法、北海学園大学名誉教授
- 山本佐門 - 政治学、元北海学園大学名誉教授
- 吉田敏雄 - 刑法、北海学園大学名誉教授
- 藪重夫 - 民法、元学校法人北海学園理事
- 山崎幹根 - 行政学、北海道大学教授
- 吉川宏 - 国際政治学、元北海学園大学名誉教授

#### 文学・哲学・史学・社会学・教育学系
- 浅野慎一 - 社会学、神戸大学教授、地域社会学会賞
- 石川貞治 - 考古学・文化人類学者・教育者・技師・実業家・元公務員（札幌農学校卒）
- 伊藤和行 - 科学史、京都大学教授
- 伊藤セツ - 女性学、昭和女子大学名誉教授、元社会政策学会代表幹事、日本家政学会賞
- 岩佐茂 - 哲学、一橋大学名誉教授、元日本科学者会議事務局長
- 氏家達夫 - 教育心理学、名古屋大学名誉教授
- 内村鑑三 - 作家、キリスト教思想家（札幌農学校卒）
- 遠藤知恵子 - 教育学、元北翔大学・北翔大学短期大学部学長
- 大澤孝 - 歴史学、大阪大学教授
- 岡本健 - 観光学、近畿大学准教授
- 小内純子 - 社会学、メディア論研究者、札幌学院大学教授
- 小内透 - 北海道大学教授
- 大島正健 - 宗教家、教育者、言語学者（札幌農学校卒）
- 大谷通順 - 中国文学、北海学園大学教授
- 大坪庸介 - 心理学、東京大学教授、日本社会心理学会優秀論文賞
- 奥谷浩一 - 哲学者、元札幌学院大学学長
- 家郷隆文 - 国文学、龍谷大学名誉教授
- 鎌田とし子 - 社会学、東京女子大学名誉教授
- 亀井秀雄 - 文学、文学評論家
- 狩野陽 - 心理学、前札幌学院大学学長・同大学名誉教授
- 菊池俊彦 - 考古学
- 北郷裕美 - 社会学、コミュニティメディア論研究者、大正大学教授
- 木村真佐幸 - 樋口一葉研究、元札幌大学学長
- 木本喜美子 - 社会学、一橋大学名誉教授、社会政策学会奨励賞
- 工藤孝史（院のみ） - 哲学者、札幌大学教授
- 熊木俊朗 - 考古学、東京大学教授
- 桑原真人 - 歴史学、札幌大学元学長
- 小森陽一 - 文学、東京大学名誉教授
- 近藤良一 - インド哲学・仏教学、苫小牧駒澤大学2代学長
- 笹森秀雄 - 社会学、学校法人吉田学園前学園長
- 佐藤彰 - 国文学、静岡県立大学名誉教授
- 志賀重昂 - 地理学
- 柴田泰 - 中国哲学・仏教学、札幌大谷大学初代学長
- 鈴木淳一 (ロシア文学者)
- 関稔 -  インド哲学・仏教学、苫小牧駒澤大学3代学長
- 竹澤正哲 - 社会心理学・適応的意思決定・文化進化論、北海道大学教授
- 武田雅哉 - 中国文学、北海道大学教授
- 田崎悦子 - 教育社会学、元苫小牧駒澤大学学長
- 田端宏 - 歴史学、道都大学・北海道教育大学名誉教授
- 土屋博 - 宗教学、北海道大学名誉教授
- 富永京子 - 社会学、立命館大学准教授
- 長浜功 - 教育学、元東京学芸大学教授
- 中村元 - 哲学、仏教学者、東方学院長、東京大学教授時代に北大教授を兼任
- 中野美代子 - 中国文学・作家、元北大教授
- 西川博史 - 経済史、北海学園大学教授
- 西城戸誠 - 社会学、早稲田大学教授、地域社会学会賞、日本NPO学会優秀賞
- 西山克典 - 静岡県立大学助教授、ロシア革命史
- 新渡戸稲造 - 国際連盟事務次長、東京女子大学長などを歴任（札幌農学校卒）
- 野坂幸弘 - 文学、岩手大学名誉教授
- 藤井光 - アメリカ文学者、翻訳家、同志社大学准教授
- 藤岡信勝 - 教育学、新しい歴史教科書をつくる会副会長、拓殖大学教授、元東大教育学部教授
- 藤岡喜久男 - 北海道における張謇研究の第一人者
- 布施晶子 - 社会学、前札幌学院大学学長
- 布施鉄治 - 社会学
- 船津功 - 歴史学、札幌学院大学教授
- 古瀬卓男 - 元北海道女子短期大学学長、元北海道栄養短期大学学長
- 増田貴彦 - 文化心理学、アルバータ大学教授
- 村山紀昭 - 哲学者、元北海道教育大学学長
- 室橋春光 - 教育心理学
- 三浦清一郎 - 教育学
- 三佐川亮宏 - ドイツ史、東海大学教授、日本学士院賞
- 水野一晴 - 地理学、京都大学教授
- 美土路達雄 - 教育学、農業経済学者、元市立名寄短期大学学長
- 森英一 - 近代文学、金沢大学名誉教授
- 山内昌之 - 歴史学、東京大学名誉教授、国家安全保障局顧問会議座長、紫綬褒章
- 山内亮史 - 社会学、学校法人旭川大学理事長・旭川大学学長・旭川大学短期大学部学長
- 吉田夏彦 - 論理学、東京工業大学名誉教授

#### 経済学系
- 穴沢眞 - 経済学、小樽商科大学学長
- 荒又重雄 - 釧路公立大学元学長
- 石井耕 - 北海学園大学名誉教授
- 池田善長 - 農業経済学
- 伊藤昭男 - 観光学、北海商科大学学長
- 片岡孝夫 - マクロ経済学、早稲田大学教授
- 河西勝 - 北海学園大学名誉教授
- 川端俊一郎 - 経済学、学校法人北海学園理事、元北海学園北見大学学長代行
- 北田幸恵 - 日本近代文学、城西国際大学教授
- 木村和範 - 北海学園大学元学長
- 木村光彦 - 青山学院大学教授、元神戸大学教授
- 黒柳俊雄 - 北海道大学名誉教授
- 小田清（院のみ） - 北海学園大学名誉教授、開発政策の研究者
- 小林好宏 - 北海道武蔵女子短期大学元学長
- 是永純弘 - 経済統計学者、北海道大学名誉教授、元法政大学教授
- 佐藤和夫 - 経済学、ラトガーズ大学名誉教授
- 佐藤茂行 - 北海道武蔵女子短期大学元学長
- 柴田義人 - 元北海学園大学学長
- 田中修 (経済学者)
- 高岡周夫 - 統計学者、北海学園大学名誉教授
- 唯是康彦 - 農業経済学者、元千葉大学教授・法経学部長
- 所哲也 - 北海道武蔵女子短期大学元学長
- 林善茂 - 農業経済学者、北海道大学経済学部長
- 平本健太 - 北海道大学教授
- 本間雅美（院のみ） - 札幌大学教授
- 松本源太郎(院のみ) - 札幌大学女子短期大学部教授
- 美馬孝人 - 北海学園大学名誉教授
- 宮川昭義 - 会計学、拓殖大学教授
- 森本正夫（院のみ） - 開発政策の研究者、学校法人北海学園理事長、日本私立大学協会副会長
- 矢島武 - 北海道における農業経済学の大家、元旭川大学学長
- 山田仁一郎 - 経営学、京都大学教授、日本ベンチャー学会副会長
- 山本哲三 - 経済学、早稲田大学名誉教授
- 吉井清一郎 - 経済学者
- 吉見宏 - 会計学者
- 吉原直毅 -マサチューセッツ大学教授
- 渡邊純子 - 経済史、京都大学教授、モロゾフ取締役、元日本電産監査役

#### 理学・工学・水産学系
- 相川雅之 - 化学、NPO法人副理事長
- 青木由直 - 情報工学、北海道大学名誉教授、北海道マイクロコンピュータ研究会設立者、サッポロバレー形成に貢献
- 東信彦 - 氷雪学、元長岡技術科学大学学長、元南極地域観測隊ドームふじ越冬隊長
- 阿部美樹志 - 建築家、土木工学者（札幌農学校卒）
- 荒川卓 - 室蘭工業大学元学長、岩田建設元役員
- 新家憲 - 専修大学北海道短期大学元学長
- 鮎田耕一 - 北見工業大学学長
- 有江幹男 - 工学、北海道大学・北海道工業大学（元学長、名誉教授）
- 安藤毅 (数学者)
- 伊藤秀五郎 - 生物学、登山家
- 石井次郎 (地質学者)
- 五十嵐日出夫 - 工学、都市工学のパイオニア
- 石井裕 - マサチューセッツ工科大学教授。世界的なコンピューター研究者。工学部卒
- 泉清人 - 建築環境工学、元室蘭工業大学学長
- 伊藤精彦 - 電子工学、北海道大学名誉教授、元苫小牧工業高等専門学校長、元電子情報通信学会通信ソサイエティ会長
- 射場本忠彦 - 建築環境工学、東京電機大学学長、元空気調和・衛生工学会会長、元国際エネルギー機関蓄熱実施協定執行委員会日本代表
- 伊福部達 - 工学者・現・東京大学教授
- 井野智 - 北海道情報大学元学長
- 今村泰二 - 動物学者、茨城大学名誉教授。ミズダニ研究の世界的権威。理学部卒。
- 入舩徹男 - 地球物理学、愛媛大学特別栄誉教授、紫綬褒章、フンボルト賞、ブリッジマン賞
- 岩田明久 - 水産学、京都大学名誉教授、日本魚類学会賞
- 植松光夫 - 地球科学、東京大学名誉教授、埼玉県環境科学国際センター総長、元日本海洋学会会長、元日本大気化学会会長
- 魚住純 - 電気工学者、光工学者。北海学園大学教授
- 上塚寛 - 原子力工学、元日本原子力研究開発機構理事、元原子力科学研究所所長、元日本原子力学会会長
- 江口良友 - 元静修短期大学学長
- 大内東　-　工学者（システム工学）、北海道大学名誉教授
- 大木聖子 - 地震学者、慶應義塾大学准教授
- 小薗英雄 - 数学、東北大学名誉教授、早稲田大学教授、元日本数学会理事長、秋季賞、フィリップ・フランツ・フォン・ジーボルト賞
- 岡田弘 - 火山学、北海道大学名誉教授、有珠山噴火問題で活躍
- 大野公男 - 北海道情報大学元学長
- 小山内康人 - 地質学、九州大学名誉教授、元日本鉱物科学会会長、元南極地域観測隊隊長
- 尾﨑由紀子 - 材料工学、九州大学教授、元JFEスチール理事、粉体粉末冶金協会副会長、日本学術会議会員
- 小澤保知 - 元北海道自動車短期大学学長
- 川瀬正明 - 元公立千歳科学技術大学理事長兼学長
- 帰山雅秀 - 水産学者
- 掛下知行 - 材料科学、大阪大学名誉教授、福井工業大学学長、元日本金属学会会長、元八大学工学系連合会会長
- 笠原伸介 - 衛生工学、大阪工業大学教授
- 柏谷悦章 - 金属工学、京都大学教授
- 勝矢光昭 - 物理学、静岡県立大学教授
- 川路紳治 - 物性物理学、学習院大学名誉教授、日本学士院賞、紫綬褒章、量子ホール効果を発見、川路聖謨曾孫
- 河村純一 - 化学、東北大学名誉教授、元固体イオニクス学会会長
- 菅敏幸 - 生化学者、静岡県立大学教授
- 岸浪建史 - 機械工学、北海道大学名誉教授、元釧路工業高等専門学校長、北海道青少年科学文化財団理事長
- 岸徳光 - 土木工学、室蘭工業大学名誉教授・元副学長、元釧路工業高等専門学校長
- 木下重教 - 北海道情報大学初代学長
- 木谷勝 - 機械工学、北海道大学名誉教授、元釧路工業高等専門学校長、元日本流体力学会会長
- 楠宏 - 地球物理学・地理学、国立極地研究所名誉教授
- 窪寺恒己 - 海洋生物学、国立科学博物館標本資料センター・コレクションディレクター。世界初の生きたダイオウイカ撮影に成功。（大学院卒）
- 倉茂好匡 - 地球物理学、滋賀県立大学副学長、元日本地形学連合会長
- 栗城眞也 - 医用生体学、北海道大学名誉教授、元日本生体磁気学会会長
- 黒川一哉 - 材料工学、北海道大学名誉教授、元苫小牧工業高等専門学校長
- 桑島邦博 - 生物物理学、東京大学名誉教授、分子科学研究所名誉教授、元日本蛋白質科学会会長
- 越澤明 -　都市工学、東京都市計画の研究、北海道大学名誉教授
- 小柴正則 - 電子工学、北海道大学名誉教授、元電子情報通信学会会長
- 小林哲生 - 生体医工学、京都大学名誉教授、国際複合医工学会 (ICME) 副理事長
- 小林幸徳 - 機械工学、北海道大学名誉教授、苫小牧工業高等専門学校長
- 小松正幸 - 岩石の研究者、理学博士、愛媛大学学長
- 小林晴夫 - 室蘭工業大学元学長
- 小池東一郎 - 元北見工業大学学長
- 小関隆祺 - 市立名寄短期大学元学長
- 小西正一 - 動物行動学、カリフォルニア工科大学名誉教授、グルーバー賞、ローゼンスティール賞、国際生物学賞
- 斎藤要 - 元小樽短期大学学長
- 齋藤軍治 - 化学、京都大学名誉教授、紫綬褒章、日本化学会賞
- 斉藤武 (工学者) - 北海道大学名誉教授
- 嵯峨直恆 - 水産学、北海道大学名誉教授、函館国際水産・海洋都市推進機構長、元マリンバイオテクノロジー学会会長
- 坂本雄三 - 建築環境工学、東京大学名誉教授、元建築研究所理事長、元空気調和・衛生工学会会長
- 笹木圭子 - 資源工学、九州大学名誉教授、早稲田大学教授、元資源・素材学会会長、日本学術会議会員
- 佐竹健治 - 地震学、東京大学地震研究所所長、国際地震学及び地球内部物理学協会会長、日本活断層学会会長
- 佐藤馨一　-　工学者（交通工学・国土計画）、北海道大学名誉教授
- 佐藤一彦 - 室蘭工業大学学長、室蘭工業大学卒
- 佐藤謙 - 日本の高山植物相研究の北海道における第一人者
- 佐藤靖彦 - 設計工学、早稲田大学教授、セメント協会論文賞
- 坂上昭一 - 昆虫社会学者
- 坂上孝幸 - 土木工学、元北海学園大学学長
- 佐藤忠勇 - 水産学者、カキの浄化法を確立
- 佐々木忠義 - 海洋物理学、元東京水産大学学長、理化学研究所名誉研究員、元日仏海洋学会会長
- 佐々木酉二 - 化学、静修短期大学元学長
- グレフォ・ゲルン - 水産学、元サム・ラトゥランギ大学副学長
- 澤口俊之 - 武蔵野学院大学教授
- 塩原肇 - 地球物理学、東京大学教授
- 清水久芳 - 地球惑星物理学、東京大学教授
- 鈴木章 - 有機合成化学、ノーベル化学賞、学士院賞、北大名誉教授、元台湾国立大招聘教授
- 鈴木浩平 - 機械工学、東京都立大学名誉教授、元日本地震工学会会長、元日本クレーン協会会長
- 鈴木朝英 - 市立名寄短期大学元学長
- 鈴木秀次 - 物理学、東京大学名誉教授、日本学士院賞
- 鈴木正敏 - 通信工学、元KDDI研究所副所長、元光エレクトロニクス・光通信国際会議運営委員長、紫綬褒章、前島密賞
- 澤岡昭 - 宇宙工学者, 大同大学学長, JAXA研究統括
- 関信弘 - 機械工学、北海道大学名誉教授、元北海道職業訓練短期大学校校長、元日本熱物性研究会会長
- 田頭博昭 - 室蘭工業大学元学長
- 武尾実 - 火山地震学、東京大学名誉教授、気象庁参与
- 竹山太郎 - 材料工学、北海道大学名誉教授、元日本電子顕微鏡学会会長
- 伹野茂 - 機械工学、北海道大学名誉教授、函館工業高等専門学校長、元苫小牧工業高等専門学校長、元全国高等専門学校連合会会長
- 谷口綾子 - 土木計画学、筑波大学教授、交通図書賞
- 谷口博 - 北海道大学名誉教授、中国・浙江大学名誉教授、米国・カリフォルニア大学訪問教授、ミシガン大学訪問教授
- 多羽田哲也 - 発生生物学、東京大学教授
- 田村正 - 元函館短期大学学長
- 田村類 - 化学、京都大学名誉教授
- 成田吉弘 - 機械工学、北海道大学名誉教授、元日本機械学会機械力学・計測制御部門長
- 丹保憲仁 - 工学、元北海道大学総長、元放送大学学長、北海道立総合研究機構理事長
- 近久武美 - 機械工学、北海道大学名誉教授、元北海道職業能力開発大学校長、元日本伝熱学会会長
- 津田敦 - 生態学、東京大学理事・副学長・教授、元日本プランクトン学会会長、元日本海洋学会副会長
- 常本秀幸 - 北見工業大学元学長
- 坪木和久 - 気象学、名古屋大学教授
- 土岐祥介 - 土木工学、北海道大学名誉教授、元北海道土木技術会会長
- 栃内香次 - 工学者、自然言語処理研究の第一人者
- 中垣俊之 - 生物学、北海道大学教授、イグノーベル賞
- 中川邦夫 - 機械工学、元大阪工業大学教授
- 中島健 - 原子力工学、京都大学教授、日本原子力学会会長
- 中村幸彦 (化学者)
- 中山恒義 - 物理学、北海道大学名誉教授、アメリカ物理学会フェロー、英国物理学会フェロー
- 名和豊春 - 建築学、第19代北海道大学総長、日本コンクリート工学会賞、土木学会吉田賞
- 和秀雄 - 霊長類学、大阪大学名誉教授、毎日出版文化賞
- 西平重喜 - 統計学、統計数理研究所名誉所員、元日本統計学会理事長
- 西山恒夫 - 水産学、元北海道東海大学学長
- 二宮博正 - 核融合、元日本原子力研究開発機構核融合研究開発部門長、元プラズマ・核融合学会会長
- 長谷川淳 - 電気工学、北海道大学名誉教授、元北海道情報大学学長、元電気学会会長
- 長谷山美紀 - 情報工学、北海道大学副学長
- 馬場直志 - 物理工学、北海道大学名誉教授、元室蘭工業大学副学長
- 塙隆夫 - 生体材料学、東京医科歯科大学教授、元日本バイオマテリアル学会会長、元日本歯科理工学会理事長
- 林正道 - 元北見工業大学学長
- 原彰彦 - 水産増殖学、北海道大学名誉教授、南北海道学術振興財団理事長
- 樋口敬二 - 雪氷物理学、名古屋大学名誉教授、元名古屋市科学館長、紫綬褒章、日本エッセイスト・クラブ賞
- 藤田修 - 機械工学、北海道大学教授、日本マイクログラビティ応用学会会長、国際燃焼学会副会長
- 藤田嘉夫 - コンクリート工学の大家。本学名誉教授
- 古村孝志 - 地震学、東京大学地震研究所所長・教授、日本地震学会副会長
- 廣井勇 - 日本の土木工学の父、東京帝国大学教授（札幌農学校卒）
- 福岡捷二 - 河川工学、広島大学名誉教授、元国土交通省社会資本整備審議会会長、土木学会功績賞、日本河川協会河川功労賞
- 福田信之 - 物理学者、元筑波大学学長
- 福迫尚一郎 - 工学者、元札幌市助役
- 古市二郎 - 物理学、第8代北海道大学学長
- 堀川大樹 - 生物学、クマムシをモデルとしたキャラクタークマムシさんを発案。
- 前川泰則 - 数学、京都大学教授、日本学術振興会賞、春季賞
- 眞柄泰基 - 環境衛生工学、北海道大学名誉教授
- 牧野佐二郎 - 生物学、細胞遺伝学者。北海道帝国大学農学部卒、元北海道大学理学部附属動物染色体研究施設長
- 正富宏之 - タンチョウ研究、動物生態学の権威
- 松下三十郎 - 理学部、退官後は名誉教授
- 松村松年 - 昆虫学、日本の近代昆虫学を築いた人物。
- 松本秋男 - 電気工学、北海道大学名誉教授、元国際電気通信技術研究所所長、元電気通信学会副会長
- 松本健郎 - 生体工学、名古屋大学教授、元日本機械学会バイオエンジニアリング部門長
- 松本政秀 - 衛生工学、大阪工業大学教授
- 三上隆 - 土木工学、北海道大学名誉教授・元副学長、北海道産学官研究フォーラム理事長
- 宮腰昭男 - 工学、元札幌大学学長
- 宮下純夫 - 地球科学、新潟大学名誉教授、元日本地質学会会長
- 宮永喜一 - 電子工学、北海道大学名誉教授、公立千歳科学技術大学理事長兼学長、元電子情報通信学会通信ソサイエティ会長
- 宮本登 - 機械工学、北海道大学名誉教授、元日本機械学会理事、元自動車技術会理事
- 宮脇勝 - 都市工学、千葉大学教授、国土交通大臣賞
- 村田喜一 - 水産学、水産食品化学の第一人者、元函館大学学長
- 村山正 - 元北海道自動車短期大学学長
- 桃内佳雄 - 工学、元北海道大学助教授
- 毛利衛 - 日本人の科学者初の宇宙飛行士、化学者、元北大助教授
- 八木健彦 - 物理学、元東京大学物性研究所副所長、元日本高圧力学会会長、フンボルト賞、ブリッジマン賞
- 矢久保考介 - 物理学、北海道大学教授
- 山内晧平 - 水産増殖学、北海道大学名誉教授、紫綬褒章、産学官連携功労者表彰文部科学大臣賞
- 山田家正 - 植物生態学、元小樽商科大学学長、元北海道開拓記念館館長
- 山口真史 - 太陽光発電、豊田工業大学シニア研究スカラ、文部科学大臣表彰科学技術賞
- 山田元 - 機械工学、北海道大学名誉教授、元日本機械学会副会長
- 山村悦夫 - 土木工学、北海道大学名誉教授、元日本地域学会会長、元地理情報システム学会会長
- 横山伸也 - エネルギー学、東京大学名誉教授、元日本エネルギー学会副会長
- 吉川和男 - 群馬大学名誉教授、博士（理学）地球科学、鉱物学、岩石学、鉱床学、教育学（地学）
- 吉村克二 - 元函館短期大学学長
- 四ツ柳隆夫 - 化学工学、東北大学名誉教授、元宮城工業高等専門学校長、元日本分析化学会会長、元日本化学会副会長
- 渡邊賢司 - 材料工学、物質・材料研究機構主席研究員、クラリベイト・アナリティクス引用栄誉賞、ジェームス・C・マックグラディ新材料賞
- 渡邉興亞 - 氷雪学、元国立極地研究所所長、元南極地域観測隊隊長
- 渡邊良朗 - 海洋生物資源学、東京大学名誉教授、元水産海洋学会会長

#### 農学
- 浅野孝 - 環境工学、カリフォルニア大学デービス校名誉教授、ストックホルム水賞
- 足羽進三郎 - 協同組合研究、元札幌学院大学学長、元生活協同組合コープさっぽろ会長
- 淺川昭一郎 - 園芸緑地学、北海道大学名誉教授、上原敬二賞、北村賞
- 石城謙吉 - 動物生態学、北海道大学名誉教授
- 池田均 - 農学、北海学園大学名誉教授、元北日本漁業経済学会会長
- 伊藤誠哉 - 植物病理学、元北海道大学総長、元日本学士院会員、文化功労者
- 伊藤俊夫 - 農業経済学、北海道大学名誉教授、元日本学術会議会員、北海道文化賞
- 今田敬一 - 林学、北海道大学名誉教授、元札幌デザイナー学院長
- 生方信 - 農芸化学、北海道大学名誉教授
- 上原轍三郎 - 拓殖学、元北海学園理事長
- 内田登一 - 昆虫学、本学名誉教授
- 大谷俊昭 - 農業経済学、元酪農学園大学学長
- 大原久友 - 畜産学、元帯広畜産大学学長
- 太田原高昭 - 農業経済学、本学名誉教授・北海学園大学開発研究所特別研究員
- 岡島秀夫 - 土壌学、元道都大学短期大学部学長
- 岡彦一 - 育種学、国立遺伝学研究所名誉所員、日本農学賞
- 岡村俊民 - 農業機械施設学、北海道大学名誉教授、元北海道拓殖短期大学学長
- 川口栄作 - 養蚕学、元北海道大学教授、元宇都宮大学学長
- 河田雅圭 - 生態学・進化生物学、東北大学大学院生命科学研究科教授
- 草苅仁 - 食料経済学、神戸大学名誉教授、元日本農業経済学会会長
- 久保嘉治 - 農業経済学、元帯広畜産大学学長
- 坂爪浩史 - 農業経済学、北海道大学教授、元日本農業経済学会副会長
- 佐藤昌介 - 農学、北海道帝国大学初代総長
- 坂村貞雄 - 農芸化学、北海道大学名誉教授、元帯広畜産大学学長
- 坂村徹 - 遺伝学、植物細胞学、生理学者
- 佐々木喜美子 - 植物生理学、元北海道大学教授
- 佐野輝男 - ウイロイド学、弘前大学名誉教授、日本学士院賞
- 四方英四郎 - 北海道大学名誉教授
- 七戸長生 - 元市立名寄短期大学学長
- 白井彦衛 - 園芸学、千葉大学名誉教授、日本造園学会賞、北村賞
- 鈴木省三 - 元帯広畜産大学学長
- 角倉邦彦 - 蛋白質研究の権威
- 高岡熊雄 - 農学、元北海道総合開発委員長、元北大総長
- 高嶋正彦 - 釧路公立大学初代学長
- 高倉新一郎 - 農業経済学者にして歴史学者
- 高橋萬右衛門 - イネ研究、学士院会員、文化功労者、北大名誉教授
- 田所哲太郎 - 生物化学の研究者
- 田口啓作 - 馬鈴薯の研究者。北海道拓殖短期大学元学長
- 高田幸二 - 市立名寄短期大学元学長。札幌静修短期大学初代学長
- 田中義麿 - 遺伝学、元国立遺伝学研究所第一部長、元日本遺伝学会会長、元日本学士院会員
- 玉真之介 - 農業経済、徳島大学教授、元日本農業経済学会副会長
- 辻井達一 - 植物生態学
- 手島寅雄 - 元北星学園大学学長
- 豊国秀夫 - 植物学、信州大学教授
- 中島九郎 - 農業政策の研究者。北大通史や札幌通史の第一人者
- 中村太士 - 生態系管理学、北海道大学教授、元日本森林学会会長、紫綬褒章、みどりの学術賞
- 長尾正人 (育種学者)
- 仲谷一宏 - 海洋学、北海道大学名誉教授
- 野田岳志 - ウイルス学、京都大学教授、日本学術会議会員
- 橋本左五郎 - 畜産・練乳研究、学校法人北海学園元理事長
- 八戸芳夫 - 農学、北海道大学名誉教授
- 半澤洵 - 「納豆博士」と呼ばれ納豆菌研究の第一人者
- 樋浦誠 - 植物病理学の研究者。酪農学園大学初代学長
- 日浦勉 - 生態学、東京大学教授
- 平井卓郎 - 林学、北海道大学名誉教授
- 牧野佐二郎 - 細胞遺伝学、北海道大学名誉教授、元日本学士院会員、日本学士院賞
- 松浦啓一 - 魚類学、国立科学博物館名誉研究員、昭和記念筑波研究資料館館長、日本魚類学会会長
- 宮脇富 - 畜産学者、帯広畜産大学初代学長、札幌短期大学元学長、札幌農学校卒
- 桃野作次郎 - 元北海学園北見大学学長
- 宮部金吾 - 植物学者
- 山崎亮一 - 農業経済学、東京農工大学名誉教授、元農業問題研究学会代表幹事(学会長)
- 山田忍 - 元専修大学北海道短期大学学長
- 山極三郎 - 元帯広畜産大学学長
- 遊佐孝五 - 元酪農学園大学学長
- 吉田富穂 - 農業機械開発研究の第一人者。北海道農業の発展に貢献

#### 医学・獣医学・薬学系
- 安部三史 - 元北海道医療大学学長
- 池田貞勝 - 東京医科歯科大学准教授
- 今井陽 - 元北海道栄養短期大学学長
- 石川博之 - 福岡歯科大学口腔・歯学部門成長発達歯学講座矯正歯科学分野教授
- 市川厚一 - 獣医学部比較病理学教室初代教授、山極勝三郎とともに実験的にがんを発生させることに成功。
- 稲葉佳江 - 看護学、札幌医科大学名誉教授、元札幌保健医療大学学長
- 上山博康 - 脳神経外科医、旭川赤十字病院脳神経外科部長
- 牛島純一 - 家畜生理学、酪農学園大学元学長
- 大槻公一 - 獣医学、鳥取大学名誉教授、文部科学大臣表彰科学技術賞、日本獣医学会賞
- 大塚榮子 - 薬学、北海道大学名誉教授、日本学士院会員、日本学士院賞
- 岡田晃 - 元金沢大学・金沢星稜大学学長
- 葛西龍樹 - 家庭医療学、福島県立医科大学教授
- 堅田利明 - 生物学、東京大学名誉教授、元東京大学薬学部長、元日本薬学会副会頭
- 加藤宣之 - 薬学、ウイルス学、岡山大学名誉教授
- 河岡義裕 - ウイルス学、ウィスコンシン大学マディソン校教授、東京大学医科学研究所特任教授
- 河村正昭 - 口腔外科学、北海道大学名誉教授
- 木原均 - 遺伝学、元京都大学農学部教授、国立遺伝学研究所所長、ゲノム説提唱者、第4代全日本スキー連盟会長
- 菊池浩吉 - 札幌医科大学元学長
- 喜田宏 - 獣医学、鳥インフルエンザ研究の第一人者
- 久保良彦 - 旭川医科大学元学長
- 佐藤哲男 - 千葉大学名誉教授、国際毒性学会連合（IFSTP）副会長
- 下田晶久 - 旭川医科大学元学長
- 清水哲也 (医学者)
- 下遠野邦忠 - 分子生物学、元京都大学ウイルス研究所所長、高松宮妃癌研究基金学術賞
- 新保幸太郎 - がん研究、医学者・元札幌医科大学学長
- 新川詔夫 - 北海道医療大学元学長
- 高杉年雄 - 内科医、糖尿病・代謝症候群・痛風・黄疸研究の権威
- 辻本豪三 - 薬理学、元京都大学教授
- 坪田敏男 - 野生動物医学、北海道大学教授、日本獣医学会賞
- 富田喜内 - 北海道医療大学元学長
- 長野泰一 - 元 東京大学伝染病研究所長・教授、日本学士院恩賜賞、紫綬褒章
- 根路銘国昭 - ウイルス学者 国立予防衛生研究所（現：国立感染症研究所）呼吸器系ウイルス研究室室長、WHOインフルエンザ呼吸器ウイルス協力センター長。ロシア国立医学アカデミー国際ウイルス賞受賞「ウイルス学の百年・（国際ウイルス功労賞）」。インフルエンザウイルスおよびワクチン開発の第一人者。
- 野田正彰 - ノンフィクション作家、評論家、精神科医、関西学院大学教授
- 能勢之彦 - 心臓外科学、南カリフォルニア大学教授、ベイラー医科大学元教授
- 東正剛 - 生物学、北海道大学名誉教授
- 廣重力 - 医学者、元北海道医療大学長、元東日本学園理事長、元本学大学入試センター所長・元学長
- 平尾和義 - 獣医師、日本家畜人工授精師協会会長
- 福原俊一 - 内科医、京都大学名誉教授、福島県立医科大学副学長
- 寳金清博 - 外科医、北海道大学総長
- 細谷精一 - 元旭川大学女子短期大学部学長
- 牧野幹男 - 内科医、元市立名寄短期大学学長
- 松浦善治 - 獣医師、日本ウイルス学会理事長、元国立感染症研究所 厚生労働技官、元大阪大学微生物病研究所所長
- 松田一郎 - 北海道医療大学元学長
- 森美和子 - 薬学、北海道大学名誉教授、北海道医療大学客員教授、猿橋賞、日本薬学賞
- 山崎晃資 - 精神科医、東海大学医学部教授
- 和田寿郎 - 外科学、札幌医大名誉教授、和田寿郎記念心臓肺研究所所長。日本で初めて心臓移植手術を行った
- 渡邊左武郎 - 解剖学・形質人類学、元札幌医科大学学長
- 山内俊雄 - 精神科医。埼玉医科大学元学長。日本てんかん学会専門医。日本精神神経学会専門医。アメリカ国立衛生研究所にて、てんかん発作の発現機序に関する研究に携わった。

### 司法
- 愛須一史 - 弁護士、元日本弁護士連合会副会長、元北海道弁護士会連合会理事長、元札幌弁護士会会長
- 井田恵子 - 元弁護士、元日弁連事務総長
- 市川茂樹 - 弁護士、元日本弁護士連合会副会長、元北海道弁護士会連合会理事長、北海道電力取締役
- 伊藤誠一 - 弁護士、元日本弁護士連合会副会長、元北海道弁護士会連合会理事長、元北海道大特任教授
- 伊藤雅人 - 東京高等裁判所部総括判事、元静岡地方裁判所長、元最高裁判所上席調査官
- 柏木邦良 - 弁護士、元大東文化大学法科大学院教授
- 小寺正史 - 弁護士、元日本弁護士連合会副会長、元北海道弁護士会連合会理事長、元北海道大客員教授
- 小林充 - 元仙台高等裁判所長官、弁護士
- 佐藤學 - 元裁判官、元名城大学法科大学院教授
- 佐藤敏夫 - 弁護士、元札幌地方裁判所判事、元東京地方検察庁検事
- 佐藤博文 - 弁護士、元札幌弁護士会副会長、北海道弁護士会連合会憲法委員会事務局長
- 芝垣美男 - 弁護士、アマチュア落語家
- 高崎暢 - 弁護士、元日本弁護士連合会副会長、元北海道弁護士会連合会理事長、日本反核法律家協会副会長
- 高崎裕子 - 弁護士、元参議院議員
- 竹内純一 - 札幌高等裁判所部総括判事、元旭川地方裁判所長
- 田中宏 - 弁護士、元日本弁護士連合会副会長、元北海道弁護士会連合会理事長、元北海道大特任教授
- 中野麻美 - 弁護士
- 中村隆 - 弁護士、元日本弁護士連合会副会長、元北海道弁護士会連合会理事長、元札幌弁護士会会長
- 藤田美津夫 - 弁護士、元日本弁護士連合会副会長、元北海道弁護士会連合会理事長、元札幌弁護士会会長
- 房川樹芳 - 弁護士、元日本弁護士連合会副会長、元北海道弁護士会連合会理事長、元札幌弁護士会会長
- 古館清吾 - 元宇都宮家庭裁判所所長、弁護士
- 矢吹徹雄 - 弁護士、北海学園大学法科大学院教授
- 三浦潤 - 元大阪高等裁判所部総括判事、元神戸地方裁判所長、元関西大学教授
- 向井諭 - 弁護士、元日本弁護士連合会副会長、元北海道弁護士会連合会理事長、元札幌弁護士会会長
- 和田啓一 - 弁護士、元高松地方裁判所所長

### 文学
- 赤染晶子 - 作家、芥川賞受賞、院（中退）のみ
- 東江一紀 - 翻訳家
- 東直己 - 作家、文学部中退
- 有島武郎 - 作家（札幌農学校卒）
- 阿川せんり - 作家、野性時代フロンティア文学賞受賞
- 石崎なおこ - 絵本作家
- 石本裕之 - 詩人、宮沢賢治の研究者
- 岩井圭也 - 小説家、野性時代フロンティア文学賞
- おおつかのりこ - 翻訳家
- 沖藤典子 - ノンフィクション作家
- 梯久美子 - ノンフィクション作家
- 鏡裕之 - 作家
- 笠井嗣夫 - 詩人
- 加藤幸子 - 作家、芥川賞受賞　農学部卒
- 狩野敏也 - 詩人、料理評論家
- 唐沢隆三 - 社会運動研究者、俳人
- 河村清明 - ジャーナリスト
- 河邨文一郎 - 詩人、整形外科医、札幌医大名誉教授
- 児玉花外 - 詩人
- 齋藤彩 - ノンフィクション作家、元共同通信社記者
- 佐川光晴 - 小説家
- 沢口義明 - 放送作家
- 佐藤正午 - 小説家、直木賞受賞
- 十文字青 - ライトノベル作家
- 朱雀門出 - 作家、日本ホラー小説大賞短編賞受賞
- 鈴木貴昭 - ライター、小説家、脚本家
- 竹内正浩 - 紀行エッセイスト
- 谷村志穂 - 作家　農学部卒
- 田村元 - 歌人
- 寺久保友哉 - 作家・精神科医
- 富樫倫太郎 - 作家
- 永井するみ - 作家　農学部卒
- 長勢了治 - シベリア抑留問題研究家、翻訳家
- 西谷史 - SF作家
- 馬場公彦 - 編集者、元岩波現代全書編集長
- 春見朔子 - 作家
- 菱川善夫 - 歌人、文芸評論家
- 穂村弘 - 歌人、文Ⅰ系中退
- 増田俊也 - 作家
- 三上春海 - 歌人、現代短歌評論賞
- 水原涼 - 作家、芥川賞候補
- 向井承子 - ノンフィクション作家
- 八木義徳 - 作家、芥川賞受賞
- 山崎佳代子 - 詩人・翻訳家
- 山前譲 - 推理小説研究家、日本推理作家協会賞受賞
- 渡辺一史 - ノンフィクション作家、大宅壮一ノンフィクション賞受賞
- 渡辺淳一 - 作家（理類入学、札幌医科大学編入）

### マスコミ
- 会川晴之 - 元毎日新聞社北米総局長、ボーン・上田記念国際記者賞、科学ジャーナリスト賞
- 愛敬一幸 - NHKアナウンサー
- 赤城敏正 - 北海道放送アナウンサー　水産学部卒
- 赤松俊理 - NHKアナウンサー
- 飯島裕一 - 医学ジャーナリスト、評論家
- 石井庸子 - NHKアナウンサー
- 磯田彩実 - テレビ北海道アナウンサー　工学部卒
- 磯田佳孝 - 北海道新聞論説委員
- 稲田秀樹 - テレビ東京プロデューサー
- 江連すみれ - NHK帯広放送局アナウンサー
- 太田泰彦 - 日本経済新聞論説委員兼編集委員、ボーン・上田記念国際記者賞
- 奥寺健 - フジテレビアナウンサー
- 工藤準基 - 元札幌テレビ放送（STV）アナウンサー
- 後藤一也 - 北海道文化放送プロデューサー
- 近藤はじめ - 北海道放送アナウンサー　工学部卒
- 斉田季実治 -気象キャスター（NHK）　水産学部卒
- 斎藤綾乃 - NHKBSニュースアナウンサー
- 佐藤彩　-　北海道放送アナウンサー　水産学部卒
- 篠原巨樹　-　北海道文化放送（UHB）アナウンサー　法学部卒
- 島ひとみ - NHK契約アナウンサー　文学部卒
- 杉山真一 - 東海テレビ放送アナウンサー　農学部卒
- 関博紀　-　国際ジャーナリスト・キャスター、元北海道放送アナウンサー　法学部卒
- 曽根優 - NHKアナウンサー　文学部卒
- 高瀬登志彦 - NHKアナウンサー
- 谷口直樹 - 北海道テレビ放送アナウンサー　文学部卒
- 田代純 - NHKアナウンサー　法学部卒
- 武田明子 - 元北海道放送アナウンサー（現報道部）
- 津田喜章 - NHKアナウンサー　農学部卒
- 土屋統督 - 元TBSアナウンサー
- 豊嶋啓亮 - 福島テレビアナウンサー　教育学部卒
- 西達彦 - フリーアナウンサー　法学部卒
- 林美香子 - フリーキャスター・ジャーナリスト、元札幌テレビ放送アナウンサー　農学部卒
- 広坂安伸 - NHKアナウンサー  法学部卒
- 藤原章生 - 毎日新聞メキシコシティ支局長、アフリカ報道
- 藤村忠寿 - 北海道テレビ放送・水曜どうでしょうチーフディレクター　法学部卒
- 藤谷栄也 - 元NHKアナウンサー  教育学部卒
- 船越ゆかり - 北海道放送コンプライアンス室シニアマネージャー・番組審議会事務局長、元アナウンサー　経済学部卒
- 堀内美里 - 北海道放送アナウンサー
- 南山吉弘 - NHKアナウンサー
- 向井一弘 - NHKアナウンサー
- 村上由利子 - NHKアナウンサー　水産学部卒
- 森田政仁 - フリーアナウンサー、元北海道テレビ放送アナウンサー　経済学部卒
- 森田美由紀 - NHKアナウンサー　文学部卒
- 八木菜摘 - 札幌テレビ放送アナウンサー　経済学部卒
- 八尋隆蔵 - NHKアナウンサー
- 矢部順子 - フリーアナウンサー
- 山田文裕 - 北海道放送プロデューサー
- 和田哲 - 元NHKアナウンサー  法学部卒

### 芸術・芸能
- 伊福部昭 - 音楽家、「ゴジラ」作曲
- 大谷皿屋敷 - 劇作家、劇団「地蔵中毒」主宰、経済学部卒
- 大西巷一 - 漫画家
- 川越守 - 音楽家、元北海道文教大学短期大学部副学長
- 河野真也 - ローカルタレント、オクラホマ、法学部中退
- 小南武朗 - 劇作家、元小樽短期大学学長
- 権平ひつじ - 漫画家
- 斎藤歩 - 俳優　中退
- 佐藤誓 - 俳優、声優
- 柴野嵩大 - 俳優、声優
- 高橋春香 - 声優、水産学部卒
- 塚田眞樹子 - 建築家
- 廣瀬量平 - 作曲家、京都コンサートホール館長
- 藤尾仁志 - ローカルタレント、オクラホマ、水産学部中退
- 堀越哲美 - 環境デザイナー、名古屋工業大学名誉教授、愛知産業大学学長、元日本生気象学会会長
- 前野知常 - 作曲家、文学部卒
- 増谷康紀 - 声優、工学部卒
- 松崎真人 - シンガーソングライター、経済学部卒
- 宮本充 - 声優　工学部卒
- 牟田悌三 - 俳優、農学部卒
- 山本むつみ - 脚本家、教育学部卒
- 夕野ヨシミ - 作詞家、IOSYS設立者
- 渡辺うめ - 人形作家

### スポーツ
- 伊黒正次 - 元スキージャンプ選手
- 内田正練 - 水泳選手、1920年アントワープオリンピック日本代表
- 月山和香 - プロレスラー
- 辻秀一 - スポーツドクター、東京エクセレンスゼネラルマネージャー
- 中井祐樹 - 柔道部出身、総合格闘家、ブラジリアン柔術家、日本ブラジリアン柔術連盟会長
- 三浦敬三 - スキーヤー
- 三浦雄一郎 - スキーヤー、登山家、イタリアアルプス滑降速度世界記録、獣医学部卒後一時助手、クラーク記念国際高等学校校長
- 山﨑夏生 - プロ野球審判員
- 山下志功 - 柔道部出身総合格闘家
- 山田勝巳 - 元スキージャンプ選手
- 余湖明日香 - カーリング選手
- 鈴木潤　-　フィギュアスケート選手

### その他
- 赤木顕次 - PL教団祐祖
- 新井耕吉郎 - 農業技師、元魚池紅茶試験支所長、「台湾紅茶の父」
- 大津和多理 - 教育者。北海英語学校（現・北海学園）創設者（札幌農学校第三期卒）
- onちゃん - 北海道テレビ放送（HTB）マスコットキャラクター、HTBとの連携協定による特別学部生
- 鏡裕之 - アダルトゲームシナリオライター
- 加藤雍太郎 - 造園家、元東京都公園協会常務理事、元日本梅の会副会長、日本公園緑地協会北村賞
- 蒲田健 - ラジオパーソナリティ、文学部卒。
- 菊池徹 - 南極探検家、理学部卒。
- 小菅正夫 - 旭山動物園元園長、札幌市環境局参与（札幌市円山動物園担当）、北大客員教授。獣医学部卒、柔道部OB。
- 坂本直行 - 画家。坂本龍馬の子孫。郷士坂本家8代目当主。
- 佐藤敬一 - 元カトリック新潟教区司教
- 品田雄吉 - 映画評論家、多摩美術大学名誉教授
- 武井亮 - 調教師
- 寺島良 - 調教師
- 谷本一之 - 民族音楽の研究者。元北海道教育大学学長
- 戸津高知 - 教育者。北海学園元理事長・同元名誉学園長。元札幌市議。元道議（札幌農学校卒）
- 時任正夫 - 教育者。北星学園元理事長
- 野村良太 - 登山家。第27回植村直己冒険賞受賞
- 福羽発三 - 造園家、元宮内技師
- 藤倉善郎 - フリーライター、文学部中退
- 増元照明 - 政治運動家、北朝鮮による拉致被害者家族連絡会（家族会）事務局長、特定失踪者問題調査会常務理事、北朝鮮による拉致被害者の実弟。
- 村上茂樹 - アマチュア天文家、コメットハンター、森林総合研究所九州支所産学官民連携推進調整監
- 松本康宏 - 獣医師。ノーザンファームしがらき場長。
- 森田松太郎 - 公認会計士
- 安田修 - 起業家、著作家、株式会社シナジーブレイン代表取締役

#### 旧制予科出身者
- 稲村順三 - 元日本社会党衆議院議員
- 太田竜 - 政治運動家。
- 中島武敏 - 元衆議院議員、予科卒
- 福田勝一 - 第74代警視総監